# Joco Tarabić
Joco Tarabić, hrvaški general, * 19. januar 1916, Tržić pri Ogulin, † 8. november 1995.

## Življenjepis
Tarabić, podčastnik VKJ, se je leta 1941 pridružil NOVJ in naslednje leto še KPJ. Med vojno je bil na različnih poveljniško-štabnih položajih; nazadnje je bil poveljnik 8. divizije.
Po vojni je bil na različnih štabnih dolžnostih, odgovorni urednik Vojnega glasnika, načelnik Vojaškopublicističnega zavoda,...